# Franz Hübotter
Franz Hübotter (Weimar, 1881. december 5. – Berlin, 1967. március 23.) német orvos, orvostörténész, sinológus.

## Főbb művei
- Aus den Plänen der kämpfenden Reiche nebst den entsprechenden Biographien des Si ma quian 司馬迁. Diss. phil. Berlin, 1912
- Shou shi bian 寿世编. Ein chinesisches Lehrbuch der Geburtshülfe. Berlin/Wien, 1913
- Beiträge zur Kenntnis der chinesischen sowie der tibetisch-mongolischen Pharmakologie. Berlin/Wien, 1913
- Berühmte chinesische Ärzte. In: Archiv für Geschichte der Medizin. Bd. 7 (1913/14), S. 113–128.
- 3000 Jahre Medizin. Ein geschichtlicher Grundriss, umfassend die Zeit zwischen Homer bis zur Gegenwart, unter besonderer Berücksichtigung der Zusammenhänge zwischen Medizin und Philosophie. Berlin, 1920
- Zwei berühmte chinesische Ärzte des Altertums Chun yu yi 渟于意 und Hua tuo 华佗. In: Mitteilungen der Deutschen Gesellschaft für Natur- und Völkerkunde Ostasiens. Bd. 21 (1926), S. 1–48.
- Zwei tibetische Textfragmente medizinischen Inhalts aus Turfan. In: Festschrift Max Neuburger. Internationale Beiträge zur Geschichte der Medizin. Wien, 1928, S. 188–191.
- Die chinesische Medizin zu Beginn des XX. Jahrhunderts und ihr historischer Entwicklungsgang. Asia major, Leipzig, 1929
- Mit Wilhelm Haberling und Hermann Vierordt (Hg.): Biographisches Lexikon der hervorragenden Ärzte aller Zeiten und Völker. 2. Auflage, Urban&Schwarzenberg, Berlin und Wien, 1929–1935
- Chinesische Medizin. In: Ciba-Zeitschrift. Bd. 8 (1959), S. 3109–3137.
- 50 Jahre ärztliche Praxiserfahrung als Ergänzung zu den medizinischen Lehrbüchern. Selbstverlag, Berlin, 1960
- Jia yi jing 甲乙经. Berlin, 1964